# Tempo FM
Tempo FM (vroeger: Radio Tempo) is een lokale radiozender uit het Vlaams-Brabantse Kampenhout die sinds 1982 in de ether is. Het radiostation zendt uit voor de regio Leuven-Mechelen-Vilvoorde. De zender draait vooral hits, house, dance, trance en andere high energy-muziek. Het was een van de allereerste radiostations in België die ook via het internet te beluisteren was.

## Geschiedenis
Het radiostation zond voor het eerst uit in 1982 als Radio Kampernoelie. De studio's bevonden zich toen achteraan in een café (De Vlaamse Leeuw) aan de Schildhovenstraat, die ook gebruikt werd als feestzaal. In de jaren 90 verhuisde de zender naar een apart gebouw en veranderde meteen ook de naam. Tegelijkertijd nam de zender een nieuwe zendmast in gebruik, Tempo Tower. Deze zendmast van 42 meter hoog moest het bereik in de buurgemeenten verbeteren. Het zendsignaal ging toen nog digitaal vanuit de studio's naar het zendgebouw, enkele kilometers verderop.
Om de landelijke concurrentie het hoofd te bieden stapte Radio Tempo in de groep Regioradio, een samenwerkingsverband met Radio Scoplia (Haacht) en Radio Uilenspiegel (Herent). Die groep was geen lang leven beschoren, want Scoplia stapte al snel in het Radio Mango project van de VMMa. Radio Tempo bleef verder uitzenden en trok al snel de kaart van het internet. Radio Tempo werd Tempo FM om deze evolutie te benadrukken. Als een van de eerste radiozenders in België was de zender online te beluisteren via live-stream. Even later werden ook de eerste danceprogramma's online en on demand aangeboden. Ondertussen verhuisde de studio ook naar een nieuw studiogebouw, vlak bij de zendmast.

## Actueel
Het internet blijft de belangrijkste focus voor de radiozender, mits de lokale berichtgeving via de ether. Een van de dance-programma's heeft ondertussen al een webcam variant. De Tempo FM toolbar is een van de recentste ontwikkelingen met direct links naar de programma's on demand. Qua muziekstijl trekt Tempo FM volop de kaart van de jongeren, behalve op zondag. Dan is er ruimte voor Nederlandstalige hits, oldies en klassiekers.

## Etherfrequentie
Tempo FM is via de ether te beluisteren in de driehoek Leuven-Mechelen-Vilvoorde (Brussel) via FM 107 MHz.
Technische gegevens: 100 W, 42 m.